# Ekaterina Sergeevna Maksimova
Ekaterina Sergeevna Maksimova (in russo Екатерина Сергеевна Максимова?; Mosca, 1º febbraio 1939 – 28 aprile 2009) è stata una danzatrice sovietica.

## Biografia
Fu ballerina del Teatro Bol'šoj. Allieva di Elisaveta Gerdt, ha sposato il ballerino e compagno di studi Vladimir Vassiliev. Notata da Galina Ulanova - del Teatro Kirov - ha perfezionato con essa l'interpretazione di ruoli classici, in particolare quello di Giselle.
Maksimova - diventata poi insegnante di danza - si è distinta particolarmente in carriera nel ruolo di Frigia nel balletto Spartaco nonché nel ruolo di Kitri nel balletto Don Quixote. Per lei sono state create le coreografie di Galateya e Aniuta (quest'ultimo balletto è stato tratto da un racconto dello scrittore russo Anton Čechov).
Il suo repertorio comprende i grandi balletti classici: Lo schiaccianoci (Clara), La bella addormentata (Aurora), Il lago dei cigni (Odette), Le Silfidi; ma anche moderni: Romeo e Giulietta (coreografia di Béjart), Stoneflower (coreografia di Grigorovich), Paganini.